# Capricho n.º 5
El Capricho n.º 5 es una de las 24 piezas compuestas por el virtuoso violinista Niccolò Paganini en el siglo XIX. La pieza está en la tonalidad de La menor y es conocida por su velocidad y dificultad técnica. Se dice que Paganini era capaz de tocarla en una sola cuerda, pero no hay pruebas que confirmen o refuten esta aseveración.

## Influencia en la música contemporánea
Aunque está escrita para violín, la pieza ha sido conocida por las versiones de varios guitarristas, debido en particular a la capacidad técnica dentro del estilo de ejecución shred, como se puede ver en la versión de la pieza tocada por el virtuoso Jason Becker, re-arreglada para guitarra eléctrica y Yngwie Malmsteen utiliza técnicas de Paganini inspirado en su música. Yngwie Malmsteen creó una tablatura de la pieza en un número de la revista Guitar World. 
Algunos ejemplos de música moderna inspirados en la pieza son:
- Una variación de la pieza, interpretada por Steve Vai, aparece en el final de la película Crossroads.[2]
- La obra también ha inspirado al rapero Busdriver para la parte intermedia de su canción "Imaginary Places".
- La canción No Boundaries del guitarrista Michael Angelo Batio contiene un arreglo de la pieza.
- La banda finlandesa de metal neoclásico Virtuocity usa una variación de la pieza en la canción "Eye for an Eye" en su álbum debut Secret Visions.
- La banda Alemana de heavy metal Domain también utiliza una variación en el solo para su canción "Warpath" en el álbum de la The Sixth Dimension.
- Joe Stump utiliza elementos de la pieza en el tema "Paganini's Revenge", del álbum Guitar Dominance.